# Hodges Bowl
Die Hodges Bowl ist ein steilwandiger Bergkessel auf der Thatcher-Halbinsel von Südgeorgien im Südatlantik. Er ist ein Relikt des inzwischen verschwundenen Hodges-Gletschers und liegt unterhalb eines Grats zwischen Mount Hodges und dem Petrel Peak in einer Höhe von 300 m. Er führt hinab in ein Tal in Richtung des Gull Lake.
Das UK Antarctic Place-Names Committee benannte ihn 2020 in Anlehnung an den gleichnamigen Gletscher. Dessen mittelbarer Namensgeber ist Michael Henry Hodges (1874–1951), Kapitän der HMS Sappho, einem Geschützten Kreuzer der Apollo-Klasse, der bei der Vermessung des Gebiets im Jahr 1906 zum Einsatz kam.